# Дигори-изад

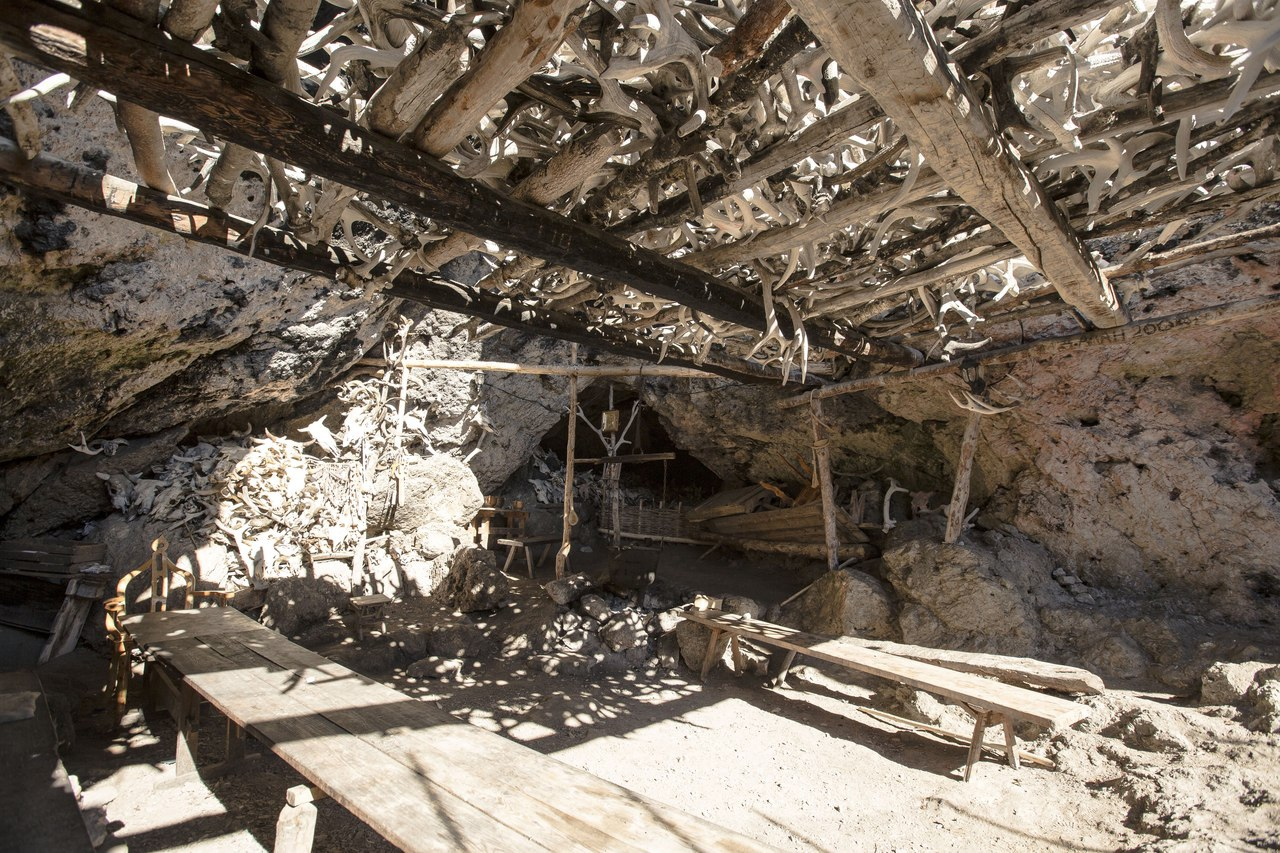

Дигори-изад (осет. Дигори изæд, Дигоризæди лæгæт / Дыгуры зæд) — пещера-святилище в скале к северо-востоку от сел. Задалеск.

## Описание
К пещере-святилищу Дигори-изад из селения Задалеск ведет тропа, петляющая среди известняковых глыб. Это небольшая пещера, вход в которую закрыт каменной стеной и дверью. Темнеющая полость пещеры на фоне серых известняков, образующих гигантский эскарп, поросший зелеными соснами и можжевельниками, просматривается из сел. Задалеск.
Пещера расположена на высоте около 1200 метров над уровнем моря. Входная часть ее треугольной формы, шириной до 6 и высотой до 12 м. Здесь же устроен навес, где хранится множество оленьих рогов. Верхняя часть рогов под действием лучей солнца и дождя побелела, а нижняя закопчена. На сучковатом стволе висит множество амулетов, вырезанных из дерева, другие предметы культового назначения (небольшая икона). В левом углу входного зала в глубине видны обвальные глыбы, возле которых скопление черепов и рогов, присыпанных вековым слоем пыли.